# Карл Бруннер
Карл Бруннер (нім. Karl Brunner; 16 лютого 1916, Цюрих — 9 травня 1989, Рочестер, шт. Нью-Йорк) — швейцарський та американський економіст.
Навчався у Технологічному інституті (Цюрих) і Лондонській школі економіки. У 1943 р. емігрував до США. Викладав у  Гарварді, Чиказькому і Каліфорнійському (Лос-Анджелес) університетах, університетах  штату Огайо і  Рочестера, Бернському університеті (1974—1986). Лауреат премії Адама Сміта (1984).

## Основні твори
- «Монетаристська революція у грошовій теорії» (The Monetarist Revolution in Monetary Theory, 1970);
- «Гроші та економіка» (Money and the Economy, 1989, у співавторстві з Аллан  Мелцер).